# مرصد إسطنبول
مرصد إسطنبول هو مرصد فلكي تم انشاؤه في العصر العثماني بأمر من السلطان مراد الثالث الذي أمر بهدمه بعد فترة بسيطة أيضا.
كان المسؤول عن هذا المرصد العالم تقي الدين الشامي الملقب بالراصد.
كان موقع المرصد على تلال طوبخانه في إسطنبول قرب بناية السفارة الفرنسية حاليا وتم صرف عشرة آلاف قطعة ذهبية لتمويل بناء المرصد بعد فترة بسيطة طالب زاده أحمد شمص الدين أفندي - نتيجة خلافات شخصية - بهدم المرصد بحجة أنه سيجلب النحس للدولة العثمانية.

## المصدر
الدولة العثمانية المجهولة ص 270 (د أحمد اق كوندوز)